# Bahr el-Ghazal (rivière du Tchad)
Pour les articles homonymes, voir Bahr el-Ghazal.
Le Bahr el-Ghazal ou Soro est un ancien fleuve du Tchad qui s’écoulait dans l’axe sud-ouest / nord-est à partir du lac Tchad vers la dépression du Borkou dans le Korou, le Kiri qui, au-delà de l’erg du Djourab, forment au pied de la falaise de l’Angamma les Bas Pays du Tchad ou la « dépression du Bodélé » (le terme utilisé localement).